# Espace de Fréchet
Cet article concerne les espaces de Fréchet au sens de l'analyse fonctionnelle. Pour l'axiome de séparation en topologie générale, voir Espace T1. Pour le type particulier d'espace séquentiel, voir Espace de Fréchet-Urysohn.
Un espace de Fréchet est une structure mathématique d'espace vectoriel topologique satisfaisant certains théorèmes relatifs aux espaces de Banach même en l'absence d'une norme. Cette dénomination fait référence à Maurice Fréchet, mathématicien français ayant participé notamment à la fondation de la topologie et à ses applications en analyse fonctionnelle. C'est dans ce dernier domaine que la structure des espaces de Fréchet se révèle particulièrement utile, notamment en fournissant une topologie naturelle aux espaces de fonctions infiniment dérivables et aux espaces de distributions.

## Définition
Un espace vectoriel topologique réel est appelé espace de Fréchet s'il est à la fois :
- localement convexe ;
- métrisable ;
- et complet au sens des espaces uniformes,

ou plus simplement : s'il est localement convexe et métrisable par une distance complète et invariante par translation.
Pour un espace de Fréchet non nul, il existe plusieurs distances invariantes par translation induisant la topologie, et elles sont toutes complètes puisqu'elles induisent la même structure uniforme. 
En analyse fonctionnelle, on utilise directement la définition équivalente suivante :

Un espace de Fréchet est un espace vectoriel topologique réel complet (au sens uniforme) dont la topologie est induite par une famille dénombrable et séparante de semi-normes.
De même, il n'y a pas de choix canonique d'une telle famille de semi-normes. Il n'y a pas non plus de bijection naturelle entre les distances compatibles et invariantes, et ces familles de semi-normes.

## Exemples
Tout espace de Banach est un espace de Fréchet mais la réciproque est fausse, c'est-à-dire que certains espaces de Fréchet, comme C∞([0, 1]) ou C(ℝ), ne sont pas normables.
- L'espace C∞([0, 1]) des fonctions infiniment dérivables sur l'intervalle [0, 1] est muni des semi-normes pour tout entier k ≥ 0 :{\displaystyle p_{k}(f)=\sup _{x\in [0,1]}\left|f^{(k)}(x)\right|}où f (0) = f et pour tout k > 0, f (k) désigne la dérivée k-ième de f. Dans cet espace, une suite (fn) de fonctions converge vers la fonction f ∈ C∞([0, 1]) si et seulement si pour tout k ≥ 0, la suite (fn(k)) converge uniformément vers f (k).
- L'espace de Fréchet C(X) des fonctions continues sur un espace topologique X σ-compact est muni des semi-normes définies par les normes sup sur une suite de compacts Kn recouvrant X (pour X = ℝ, on peut prendre Kn = [–n, n]). La topologie obtenue s'identifie avec la topologie compacte-ouverte. Par exemple pour l'espace C(ℕ) des suites (réelles ou complexes), on peut prendre comme compacts les singletons. Les semi-normes correspondantes associent à chaque suite le module d'un terme d'indice fixé de la suite. La convergence d'une suite de suites revient donc à la convergence terme à terme.

En combinant ces deux idées, on définit une structure de Fréchet sur l'espace des fonctions de classe Cm (m ≤ ∞) sur un ouvert Ω de ℝp, et à valeurs dans un espace de Banach, à l'aide des semi-normes{\displaystyle p_{k,n}(f):=\sup _{|\alpha |=k}\sup _{x\in K_{n}}\|\partial ^{\alpha }f(x)\|\quad (n,k\in \mathbb {N} {\text{ et }}k\leq m)}où les α désignent des multi-indices et la suite des compacts Kn recouvre Ω.
On définit de même, plus généralement, l'espace de Fréchet des fonctions de classe Cm sur une variété σ-compacte de classe Cm.

## Propriétés
- L'hypothèse de complétude permet d'appliquer aux espaces de Fréchet le théorème de Baire et ses conséquences, entre autres :
  - le théorème de Banach-Steinhaus : toute famille simplement bornée d'applications linéaires d'un espace de Fréchet dans un espace vectoriel topologique est équicontinue ;
  - le théorème de l'application ouverte : toute application linéaire continue surjective entre deux espaces de Fréchet est ouverte ;
  - son corollaire : toute application linéaire continue bijective entre deux espaces de Fréchet est un homéomorphisme ;
  - le théorème du graphe fermé : toute application linéaire de graphe fermé entre deux espaces de Fréchet est continue.

- La convexité locale assure aussi les propriétés suivantes :
  - les points d'un espace de Fréchet sont séparés par son dual topologique (cf Théorème de Hahn-Banach).
  - tout convexe compact d'un espace de Fréchet est l'adhérence de l'enveloppe convexe de ses points extrémaux (cf Théorème de Krein-Milman).

- Le théorème d'inversion locale ne s'applique pas en général aux espaces de Fréchet, mais une version faible a été trouvée sous le nom de théorème de Nash-Moser.
- Tout quotient d'un espace de Fréchet par un sous-espace vectoriel fermé est complet (donc est un espace de Fréchet)[1]. L'hypothèse de métrisabilité est ici cruciale[2].

## Dérivée de Gateaux
L'espace des applications linéaires continues entre deux espaces de Fréchet ne constituant pas a priori un espace de Fréchet, la construction d'une différentielle pour les fonctions continues entre deux espaces de Fréchet passe par la définition de la dérivée de Gateaux.
Soit Φ une fonction définie sur un ouvert U d'un espace de Fréchet X, à valeurs dans un espace de Fréchet Y. La dérivée de Gateaux de Φ en un point x de U et dans une direction h de X est la limite dans Y (lorsqu'elle existe)
{\displaystyle \Phi '(x;h)=\lim _{t\to 0 \atop t\neq 0}\,{\frac {1}{t}}{\Big (}\Phi (x+th)-\Phi (x){\Big )},}
où la variable t est prise réelle.
La fonction Φ est dite Gateaux-différentiable en x s'il existe une application linéaire continue Φ'G(x) de X dans Y telle que pour tout h de X, (Φ'G(x))(h) = Φ'(x ; h).
La différentielle de l'application Φ peut alors être vue comme une fonction définie sur une partie de l'espace de Fréchet X×X et à valeurs dans Y. Elle peut éventuellement être différentiée à son tour.
Par exemple, l'opérateur linéaire de dérivation D : C∞([0,1]) → C∞([0,1]) défini par D(f) = f '  est infiniment différentiable. Sa première différentielle est par exemple définie pour tout couple (f, h) de fonctions infiniment dérivables par D'(f)(h) = h', autrement dit D'(f) = D.
Cependant, le théorème de Cauchy-Lipschitz ne s'étend pas à la résolution des équations différentielles ordinaires sur des espaces de Fréchet en toute généralité.